# Bileffahi
Bileffahi is een van de bewoonde eilanden van het Shaviyani-atol behorende tot de Maldiven.

## Demografie
Bileffahi telt (stand maart 2007) 285 vrouwen en 314 mannen.